# Nubravallei

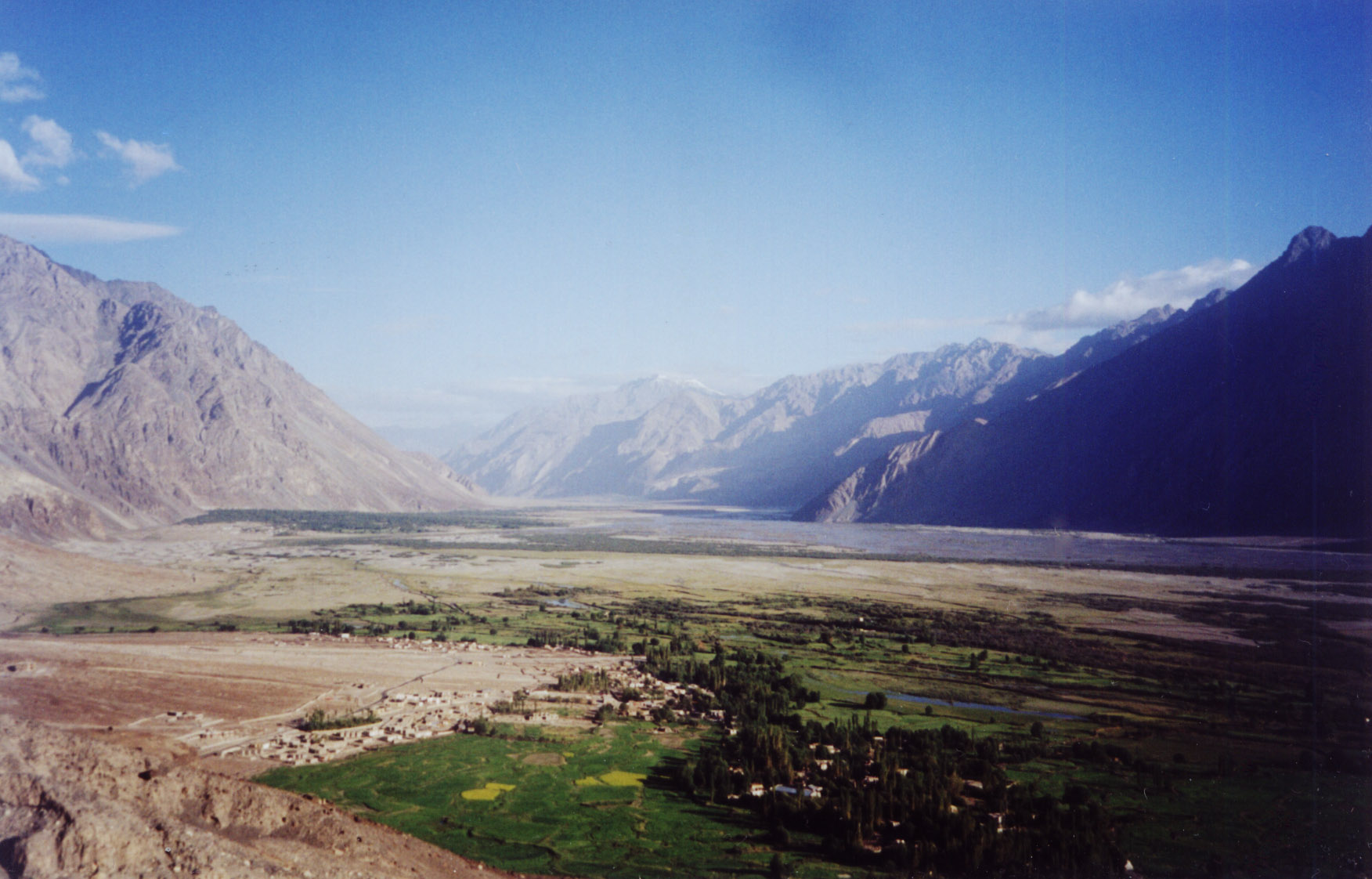
De Nubravallei, vanuit Diskit naar het oosten kijkend.

Kaart van de Nubravallei

De Nubravallei (Engels: Nubra Valley; Urdu: نبرا وللے) is een bergdal in het noorden van Jammu en Kasjmir, in betwist gebied tussen India en Pakistan. Het grootste deel van de vallei valt onder Indiaas bestuur en is onderdeel van het unieterritorium Ladakh. Het meest westelijke deel valt onder Pakistaans bestuur en behoort tot de regio Baltistan. De Nubravallei is het dal van de rivier de Shyok. De rivier de Nubra, die zijn naam met het dal deelt, is daarvan een zijrivier.

## Geografie
Het dal heeft een aride hooggebergteklimaat en begroeiing is schaars of afwezig. De dalbodem ligt vrijwel overal op meer dan 3000 m hoogte en het dal wordt omringd door bergketens met toppen boven de 6000 en in sommige gevallen 7000 m. De vallei loopt om de Saser Muztagh, een bergketen die onderdeel uitmaakt van de Karakoram. In het noorden scheidt het Chang Chemnomassief de vallei van Aksai Chin en het Tibetaans Plateau. In het zuiden wordt de Nubravallei van het dal van de Indus gescheiden door de Ladakh Range. De enige voor gemotoriseerd verkeer begaanbare route over deze bergketen, en de belangrijkste verbinding met de rest van India, is de 5359 m hoge Khardung La. Een tweede weg, over de 5300 m hoge Wari La verder naar het oosten, zou rond 2008 gereed hebben moeten komen, maar is op sommige stukken nog steeds onbegaanbaar.
In het noorden is de Nubravallei via de 5575 m hoge Karakorampas verbonden met Shahidullah in de Karakashvallei, die onder Chinees bestuur staat. De oude karavaanroutes liepen vanaf Shahidullah verder naar Yarkand in Xinjiang, of naar het oosten richting het centrale deel van Tibet. Ondanks de onherbergzame omstandigheden vormde de weg door de Nubravallei en over de Karakorampas tot halverwege de 20e eeuw een drukke handelsroute. Tegenwoordig is de route niet in gebruik vanwege de grensconflicten tussen India en China.
De Shyok ontspringt op de hoogvlakte ten zuiden van de Karakorampas, om dan naar het zuiden te stromen. Het dal wordt hier geflankeerd door de Saser Muztagh in het westen en de Chang Chenmo in het westen. De gletsjers reiken tot op de dalbodem, het dal is smal en onbewoond. De Shyok maakt een grote bocht ten oosten van de eerste nederzetting, die ook Shyok heet. Vanaf dit punt gaat de Shyok in noordwestelijke richting stromen. Shyok is vanuit het zuiden bereikbaar voor gemotoriseerd verkeer via de Wari La die naar Hemis in het Indusdal loopt. In het oosten loopt een zijweg door tot het bergmeer Pangong Tso op de grens met onder Chinees bestuur staand Tibet.
Stroomafwaarts vanaf Shyok wordt de vallei breder en liggen er meer dorpen. Het dal loopt hier tussen de Ladakh Range in het zuiden en de Saser Muztagh en Saltoro Muztagh in het noorden. Bij Satti komt de weg van de Khardung La uit op de weg in het dal. Bij Sumur, Thirit en Diskit komt het zijdal van de Nubra uit op het hoofddal. Dit zijdal loopt stroomopwaarts in noordwestelijke richting en begint bij de Siachengletsjer, waarover Pakistan en India in de jaren 80 en 90 van de 20e eeuw enkele gewapende conflicten uitvochten. Het zijdal bevat enkele dorpen, zoals Panamik. Diskit en Hundar zijn bekend vanwege de gompa's (gefortificeerde kloosters) boven de dorpen. In het hoofddal ligt verder naar het westen de dorpen Hundar en Thoise, waarna het dal weer smaller wordt. Iets voorbij Turtok loopt de Line of Control, de bestandslijn tussen India en Pakistan. De totale lengte van het dal tussen Shyok en de line of Control is ongeveer 200 km. Ten westen van de Line of Control is het nog ongeveer 80 km tot de samenvloeiing van de Shyok en de Indus.
In het Pakistaanse deel van de vallei liggen meer dorpen, waaronder Yugo en Khaplu, de hoofdplaats van het Ghangche District. Naar het noorden lopen zijdalen de hogere delen van de Karakoram in, zoals naar Hushe. De zijrivieren uit deze dalen worden gevoed door de gletsjers op de hellingen van de Saltoro Kangri, Chogolisa, Masherbrum en K6. De Shyok mondt bij Kelis (of Keres) uit in de Indus.

## Bevolking

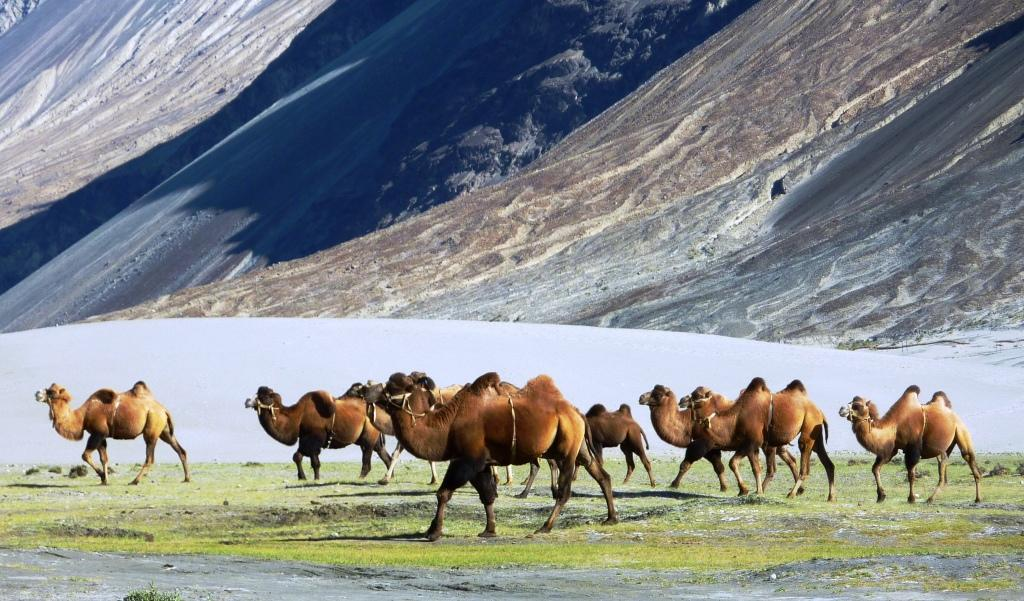
Kamelen in de Nubravallei.

In het grootste deel van de Nubravallei zijn de bewoners Ladakhi's. De taal die zij spreken, het Ladakhi is een West-Tibetaans dialect. De meerderheid van de Ladakhi's zijn Tibetaanse boeddhisten, maar een minderheid is aanhanger van de sjiitische islam.
In het laagste deel van het dal rond de plaats Khaplu zijn de bewoners Balti's. Zij spreken Balti, een ander West-Tibetaans dialect dat nauw verwant is met het Ladakhi: sprekers van deze twee talen kunnen elkaar redelijk volgen. De Balti's zijn in meerderheid moslim. De meesten behoren tot elders zeldzame stromingen binnen het sjiisme of soefisme, zoals het isma'ilisme en de Sufia Nurbakhshia.

## Economie
De bevolking van de Nubravallei leeft van kleinschalige landbouw, op de schaarse plekken waar langs de rivier irrigatie mogelijk is, en extensieve veeteelt. Met name worden pashminageiten en jaks gehouden voor de wol, en kamelen als lastdier. De laatsten zijn een overblijfsel uit de tijd van de oude karavaanroutes. Tegenwoordig worden ze ook gebruikt bij trektochten voor toeristen.
Het toerisme kwam in de vallei pas in de jaren 90 van de 20e eeuw op gang. Vanwege de militaire aanwezigheid langs de Line of Control zijn nog steeds grote delen van het dal en de zijdalen onbereikbaar voor toeristen. In het Indiase deel geldt hetzelfde voor het gebied langs de grens met Tibet, op het meer Pangong Tso na. In Pakistan zijn de meeste toeristen bergklimmers, die de noordelijke zijdalen intrekken naar de toppen van de Karakoram.
Hoewel Thoise in het Indiase deel een klein vliegveld heeft, wordt dit voornamelijk gebruikt voor militaire doeleinden. Het meeste personenverkeer tussen de Nubravallei en de rest van Ladakh gaat over de Khardung La. Ongeveer de helft van het jaar is de vallei onbereikbaar voor gemotoriseerd verkeer. Bevoorrading geschied dan per vliegtuig of helikopter.